# Pompier en Chine

Emblème de la Force chinoise d’incendie et de secours depuis janvier 2019.

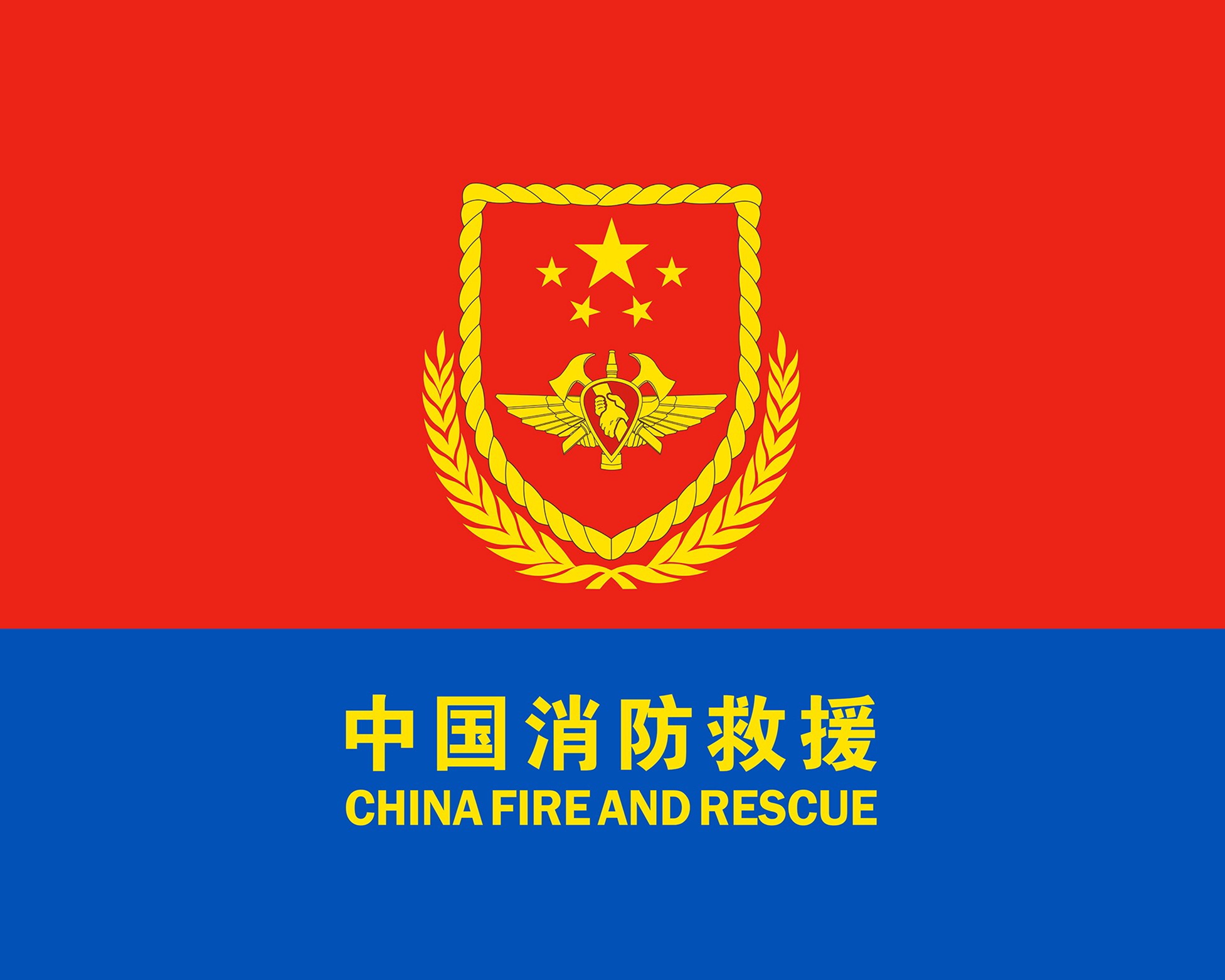
Drapeau de la Force chinoise d’incendie et de secours.

Logo intérimaire des services d'incendie chinois lors de leur création en 2018.

Les pompiers en République populaire de Chine sont selon les statistiques officielles 130 000 en 2015, nombre faible à l'échelle du pays.

## Organisation

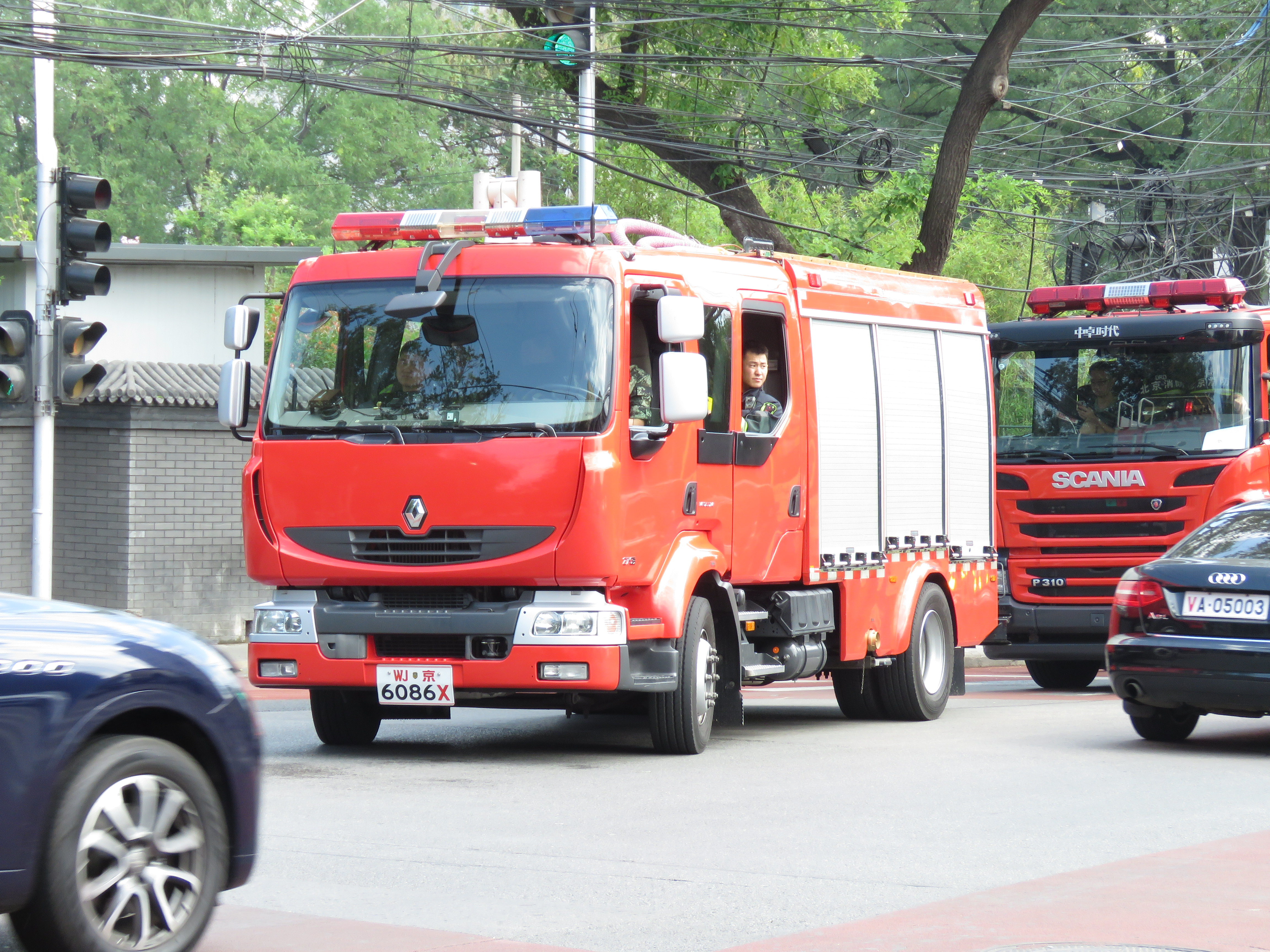
Camions Renault et Scania dans le District de Xicheng a Pékin en 2018.

Ils se divisent en trois catégories: 
- ceux directement employés par le ministère de la Sécurité publique jusqu'en 2018 puis celui du ministère de la Gestion des situations d'urgence ;
- ceux qui dépendent des gouvernements locaux[2] ;
- ceux recrutés par les entreprises dont les activités comportent des risques qui représentent la majorité de l'effectif[1].

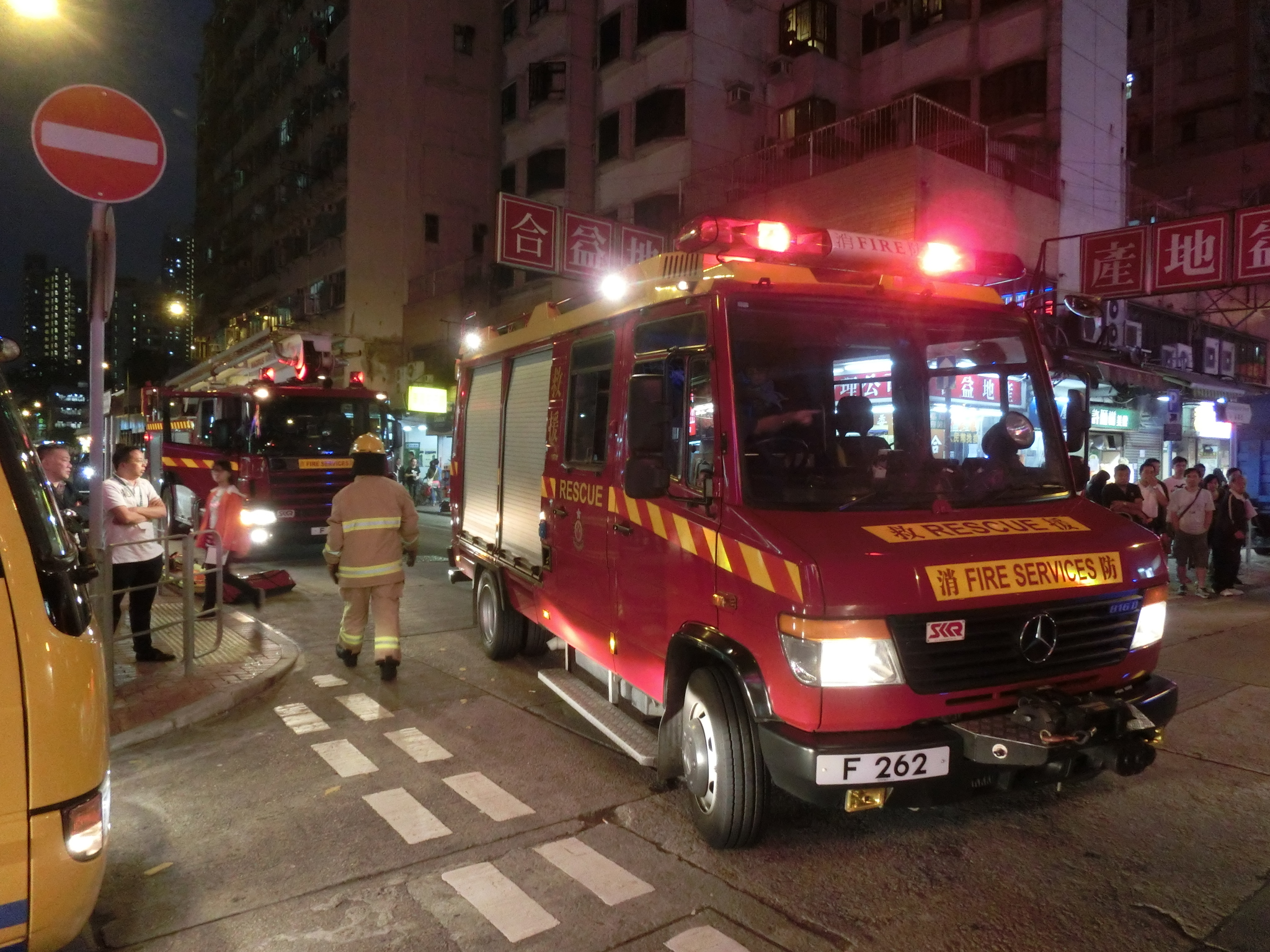
Intervention du Hong Kong Fire Services Department en 2013. Avec environ 10000 personnes, la région administrative spéciale de Hong-Kong à l'un des services les plus étoffés de Chine.

La plupart des unités de lutte contre les incendies en Chine sont alignées sous les brigades provinciales à l'exception des grands centres urbains comme Pékin qui dépendaient jusqu'en 2018 du Ministère de la Sécurité publique. En 2018, le ministère de la Gestion des situations d'urgence est fondé qui réunit des services de gestion des urgences dépendant auparavant de divers ministères. Il reprend les fonctions de l'ancien corps paramilitaire de lutte contre les incendies de la police armée du peuple, et fonde la Force chinoise d’incendie et de secours  ((zh) :  中国消防救援队, (en) : China Fire and Rescue (en)).
Le numéro d'appel d'urgence est le 119.

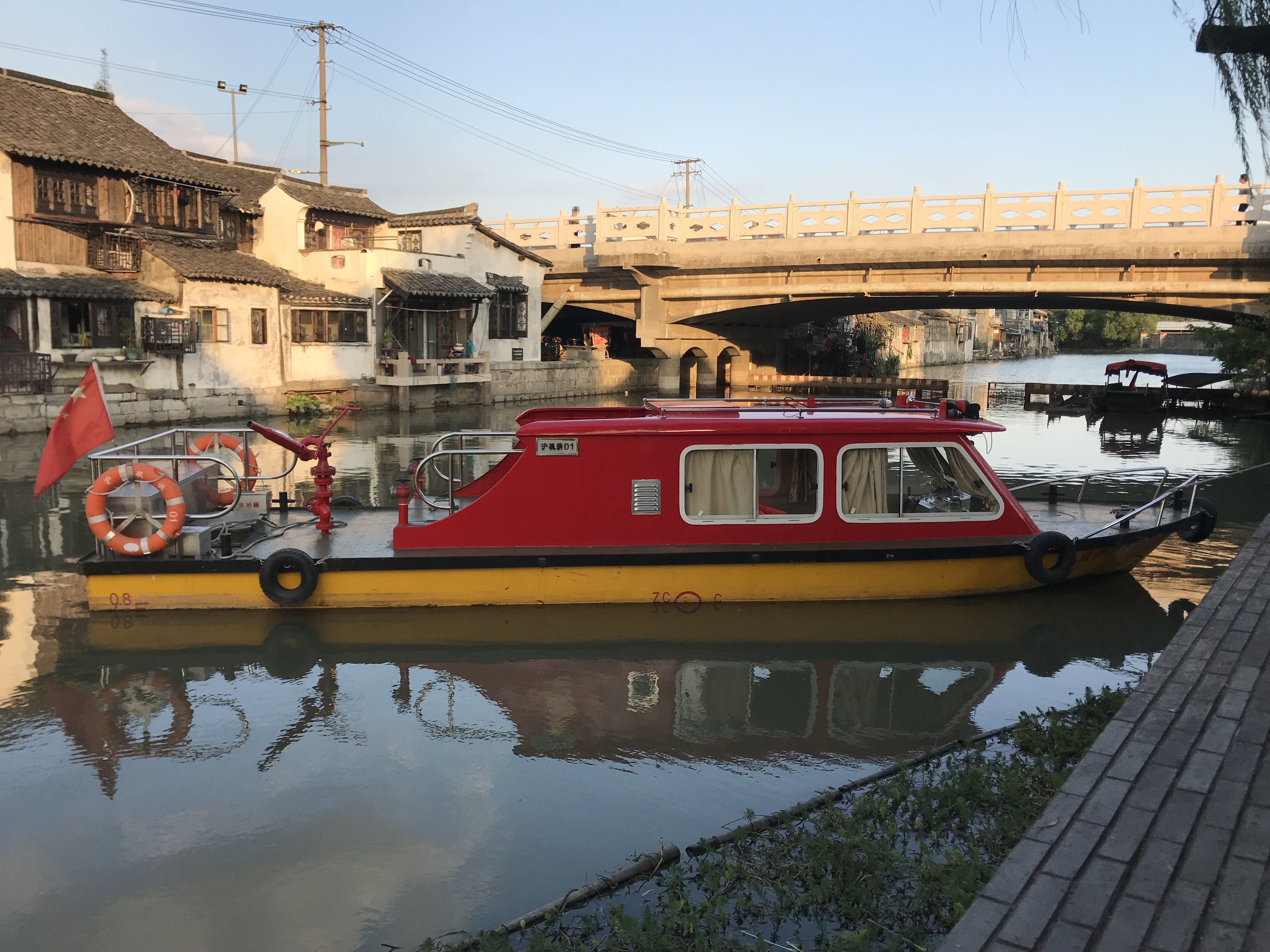
Bateau-pompe à Fengjing, Shanghai, en 2018.

Généralement jeunes et issus des campagnes pauvres du pays, ces pompiers ne reçoivent dans les années 2000 en général qu'une formation sommaire. 
À la suite de la catastrophe dû aux explosions de Tianjin en 2015 ou 99 des 173 victimes sont des pompiers employés par le port de Tianjin, de nombreuses voix se sont élevées pour modifier la gestion des sapeurs-pompiers en Chine.
En 2019, la Chine est en train de développer davantage de pompiers professionnels et d'écoles de formation. Le premier institut de formation de pompiers en Chine ((zh) 中国消防救援学院 , (en) Chine Fire and Rescue Institute) a ouvert en décembre 2018 à Pékin sous l'administration du ministère chinois de la Gestion des situations d'urgence qui reprend un établissement de formation de la police armée du peuple. Le ministère a également annoncé en janvier 2019 le recrutement de 18 665 pompiers.

## Coopération internationale
En 2009, les formateurs des 2 500 pompiers de Chongqing (32 millions d'habitants à cette date) sont formés depuis l'an 2000 par des pompiers de Toulouse, assistés de brigades d'autres villes françaises.
La France pilote et cofinance avec l'Union Européenne le EU-China Disaster Risk Management, un programme d'actions de coopération au profit de divers acteurs chinois du niveau central et provincial de la protection civile entre 2012 et 2017 de 6 millions d'euro. Divers programmes de coopération au profit des pompiers chinois sont en cours en 2020. 
La Fédération nationale des sapeurs-pompiers de France (FNSPF) et l’Association chinoise de protection contre l’incendie signent un arrangement de coopération dans le domaine de la sécurité civile le 16 octobre 2019.